# Umutina
Umutina (Umotína, Omotina, Umotina, Barbados, Barbado), pleme iz skupine Bororoan Indijanaca duž rijeke Paraguay u brazilskoj državi Mato Grosso. Pacifizirao ih je 1918. Cândido Rondon. U suvremeno vrijeme preostalo ih je 160 (1993). Svoj jezik su zaboravili i danas se služe portugalskim. Umutine su poznati po opisima etniologa Haralda Schultza, koji je 1940.-tih godina tri puta živio među njima, ukupno 8 mjeseci.

## Ime
Od ne-Indijanaca nazivani su Barbados zbog svojih brada koje su izrađivali od ženskih kosa ili krzna majmuna drekavaca

## Lokacija
U prošlosti su živjeli na gornjem Paraguaju, između rijeka Sepotuba i Bugres. Danas imaju dva sela, kedno je Umutina s 420 stanovnika, i drugo Balotiponé s 25 stanovnika u pet obitelji. Ova druga skupina sebe i naziva Balotiponé (novi narod). Sela se nalaze unutar rezervata Umutina koji se prostire na 28.120 hektara, u općinama Barra do Bugres i Alto Paraguai, između rijeka Paraguai i Bugres.

## Običaji
Ženska nošnja sastojala se od tubularne pamučne suknje tkane na rudimentranom tkalačkom stanu, a soju kosu nosile su kratko podrezanu. Muška odjeća bila je tek navlaka za ud, a kosu su nosili dugu, spletenu u čvor na vrhu glave i omotanu u pamučni pojas, nalik turbanu. Nakit se izrađivao od majmunskih koatijevih i pekarijevih zubi i ljusaka riječnih mekušasa od kojih su pavili ogrlice

## Brojno stanje
Njihovo brojno stanje iznosilo je oko 400 (1862), ali je nakon pacifikacije 1911. broj spao na 300, a osam godina kasnije ospice ili neka druga bolest broj im je smanila na 200. Broj im opada i kasnije 120 (1923.); 73 (1943)m od čega 50 na Pôsto Fraternidade Indígena, a 23 na gornjem toku rijeke Paraguai, na sjeveru Mato Grossa, koji postaju poznati kao 'Nezavisni' zbog odbijanja bilo kakvog kontakta s Europljanima. No ovu nezavisnu skupinu dvije godine kasnije pogađa epidemija magarečeg kašlja (hripavac) i bronhopneumonija, pa preživi svega njih 15. Skupina na postaji Pôsto Fraternidade Indígena počela se ženiti s pripadnicima drugih plemena, i njihov broj iznosi 445 (2009)